# ハーランド・アンド・ウルフ

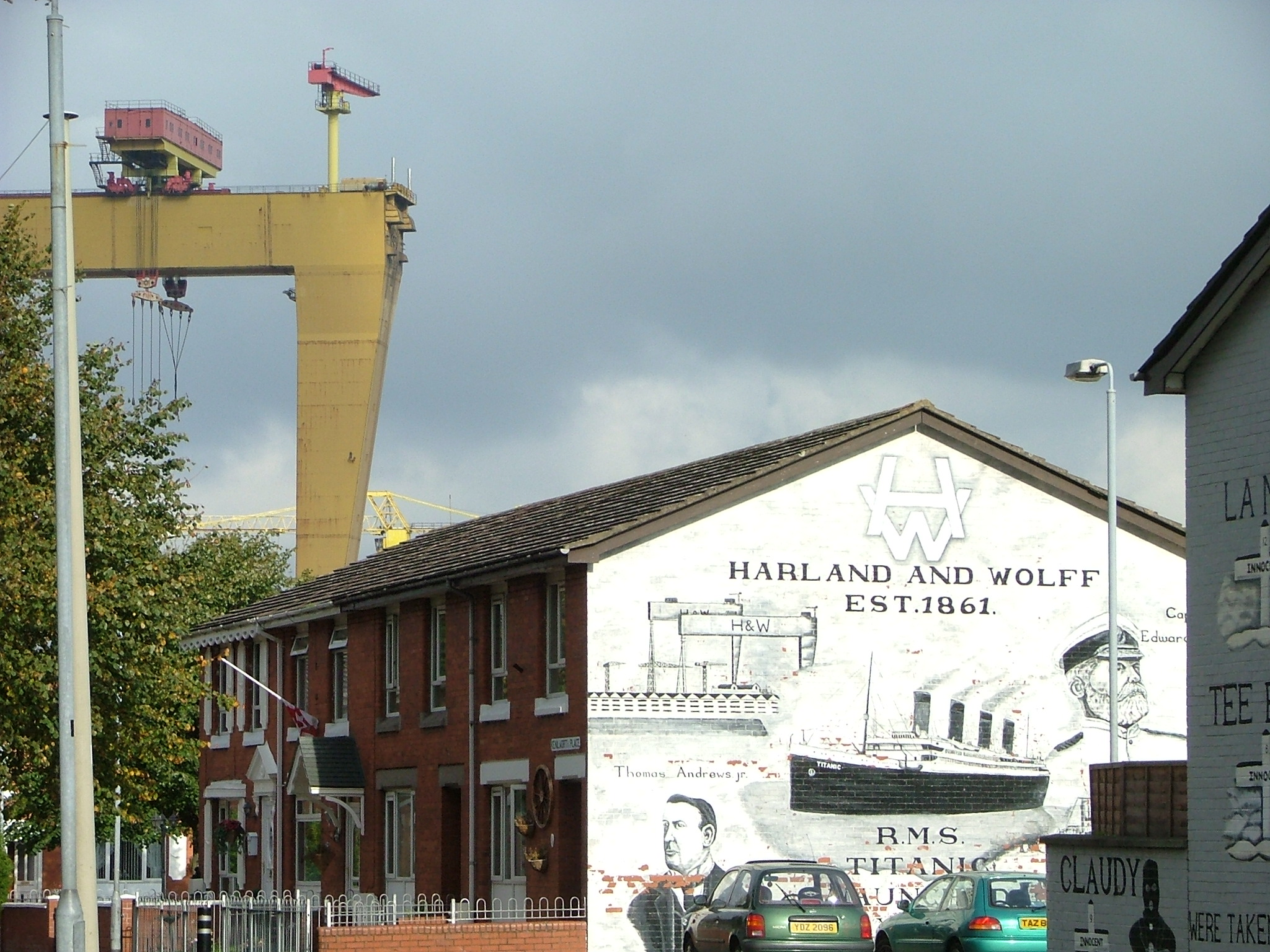
ハーランド・アンド・ウルフ社とガントリークレーン。

ハーランド・アンド・ウルフ (Harland and Wolff ) はイギリスの重工業メーカー。北アイルランドのベルファストで造船業を始めて以来、数多くの船を建造した。その中で最も有名なのは客船「タイタニック」である。
現在は船の設計、修理、改装と橋の建設も手がけており、ベルファストに世界最大のドックを保有している。

## 歴史
ハーランド・アンド・ウルフはエドワード・ジェームズ・ハーランドとドイツ出身のグスタフ・ヴィルヘルム・ウルフによって1861年に設立された。ハーランドは1858年にロバート・ヒクソンによってクイーンズ・アイランド区に作られた小規模な造船所を買収し、ヒクソンをジェネラル・マネージャーとして雇用した。買収後にハーランドは、出資者であるガスタフ・シュワーブの甥にあたるウルフを共同経営者に迎え、ハーランド・アンド・ウルフが生まれた。シュワーブはビビー・ライン社に投資し、新しく編入した造船所で最初に建造された3隻はビビー・ライン社のために建造された。また、ハーランドはいくつかの革新的な技術を開拓し、成功をおさめた。
ハーランドが1894年に死去し、ハーランドに代わってウィリアム・ジェームズ・ピリーが1924年まで会長を務めた。その後、ハーランド・アンド・ウルフは1909年から1914年にかけて、ホワイト・スター・ライン社向けに「タイタニック」、「ブリタニック」、「オリンピック」を建造した。1912年にはスコットランドのグラスゴー、ゴーヴァンにある造船所を獲得した。

### 戦時

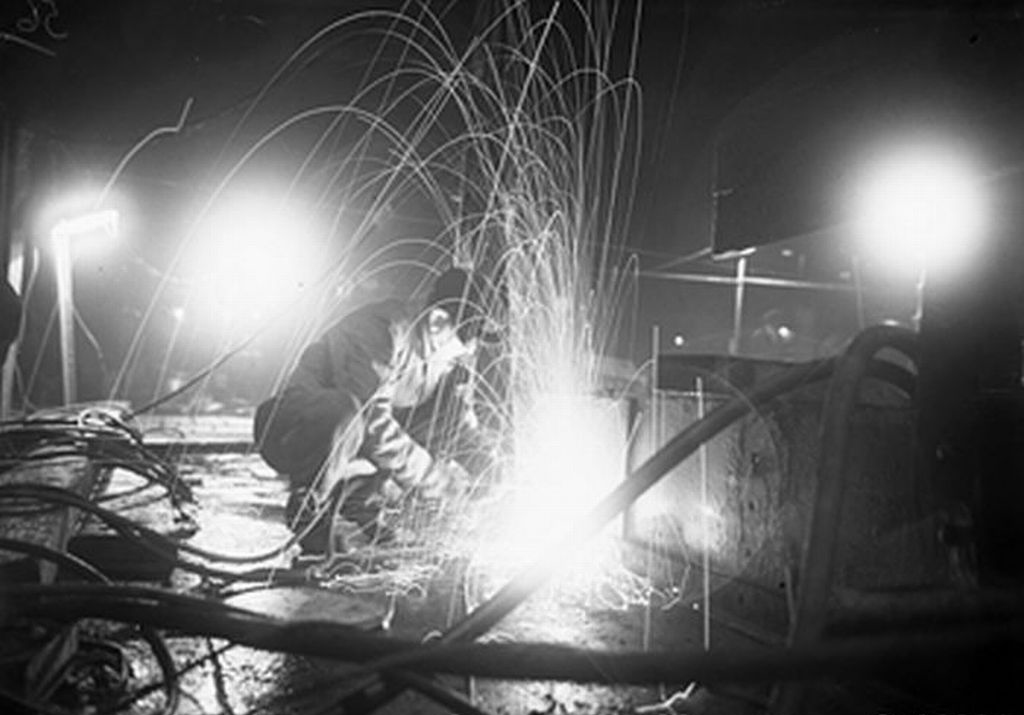
夜間に溶接作業を行う従業員（1944年、リヴァプール）。

第一次世界大戦中、ハーランド・アンド・ウルフは15インチ (38.1cm) 砲を搭載した大型軽巡洋艦「グローリアス」を初めとするモニター艦や巡洋艦を建造した。1918年にはマスグレーブ海峡の東側にあるイーストヤードと名づけられる造船所を開設した。
第一次大戦終結後の1936年に子会社のショート・アンド・ハーランド (Short and Harland) 社を立ち上げ、航空機の製造を始めた。最初の注文はイギリス空軍向けにハンドレページ社のライセンスの下で、爆撃機ヘレフォードを生産することであった。
第二次世界大戦でハーランド・アンド・ウルフは航空母艦6隻、巡洋艦2隻など131隻のイギリス海軍艦艇を建造し、22,000隻以上の修理を請け負い、戦車や大砲の部品も製造した。ハーランド・アンド・ウルフの全従業員は35,000人に達したが、開戦から最初の3年間は艦艇の修理に徹していたため、第二次大戦中に建造された艦艇が就任したのは戦後になってからであった。1941年の4月と5月にルフトヴァッフェ（ドイツ空軍）による爆撃でクイーンズ・アイランドの造船所はひどく損害を受け、航空機工場も破壊された。

### 低迷

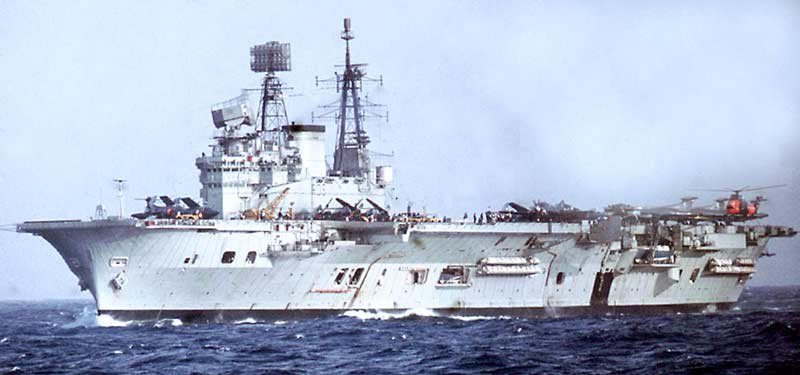
ハーランド・アンド・ウルフで建造された空母「イーグル」

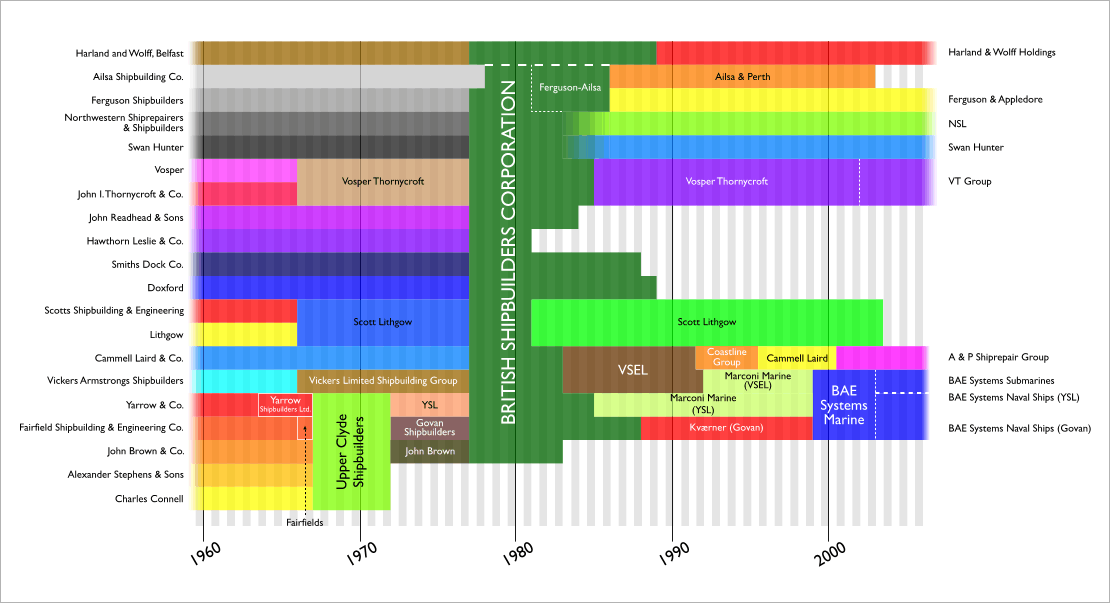
ブリティッシュ・シップビルダーズの変革

1950年代後半にジェットエンジンを動力にする大型な旅客機の出現で、客船の需要は落ち込み始めた。また、日本の造船がリードしたことでイギリスの造船業は困難に直面した。1960年に客船「キャンベラ」を建造したもののハーランド・アンド・ウルフの建造業は空疎な状態に陥っていた。そのため、1960年代中頃からイギリス政府は同国の造船所に対して貸与と助成を始めた。
資金援助を受けた造船所は施設の近代化と大型な客船の建造を可能にし、ハーランド・アンド・ウルフは333,000トンの客船を建造した。しかし、間断なく続く問題から1977年にイギリス政府がブリティッシュ・シップビルダーズ社を設立し、ハーランド・アンド・ウルフは同社の一部として国有化された。
1983年に民営化されたブリティッシュ・シップビルダーズはイギリス政府からノルウェーの海運会社であるフレッド・オルセン (Fred Olsen & Co) と提携して管理と従業員を買い取り、1989年に新しくハーランド・アンド・ウルフ・ホールディング社 (Harland and Wolff Holdings Plc) を設立した。同社の設立まで雇用していた従業員は3000名まで減っていた。
数年の間、ハーランド・アンド・ウルフは石油とガス産業向けに標準的なスエズマックスタンカーの建造に集中した。これは市場外への進出にもつながり、ロールオン・ロールオフ貨物船2隻を完成させたものの、アトランティーク造船に対抗して入札したキュナード・ライン社の「クイーン・メリー2」を受注することには失敗した。
造船所は東部ベルファストのプロテスタントを信仰する者が多い地域にあり、ハーランド・アンド・ウルフの従業員もほとんどがプロテスタントであった。一定の時間帯に働いているカトリックの従業員は、差別や暴力など脅迫的な行為を報告した（北アイルランド問題）。アルスター義勇兵から撃たれたモーリス・オカーンを除けば、具体的な証拠がない中で一部のカトリックは正確さを主張した。両者から分裂した何人かの従業員は同じ造船所で働く労働者という立場と強調し、政治や宗教的な信仰とは関係なく協力した。
1990年代後半、ハーランド・アンド・ウルフはBAe（ブリティッシュ・エアロスペース）社のチームに加わり、イギリス海軍の次世代空母 (CVF) 開発に携わった。空母はベルファストでの建造を想定されていたが、1999年にBAe社がマルコーニ・エレクトロニック・システムズ社と合併し、新しく設立されたBAEシステムズ・マーリン社はマルコーニが保有していた造船所で起工される見込みが強い。
最近では再び造船に関する競争の圧迫に直面した。ハーランド・アンド・ウルフはイギリスとアイルランドで一連の橋梁を建設するに至り、同社の一部の者は歴史的転換点であると解釈した。現在、ハーランド・アンド・ウルフが建造した最後の船はロールオン・ロールオフ貨物船のアンビルポイント (MV Anvil Point) である。
2019年8月6日、BBCはハーランド・アンド・ウルフが破産を申請し経営破綻したと報じた。親会社が売却先を探していたが見つからなかったことなどから再建を断念。8月5日には、会計事務所が管財人に指名されたと発表していた。創立から約158年後、建造した最も有名な船「タイタニック」の起工からちょうど約110年後であった。
2024年12月19日、スペインの国営造船会社であるナバンティアはハーランド・アンド・ウルフが運営している4つの造船所を買収することを発表した。